# 楚孔语
楚孔语(自称：tsu33 kɔŋ33)是云南一种彝语。它和越南西北部的贡语关系密切。